# 은네디 오코라포르
은네디 오코라포르(이그보어: Nnedi Okorafor, 1974년 4월 8일 ~ )는 미국의 판타지·SF 소설가이다. 《누가 죽음을 두려워 하는가》로 세계환상문학상, 《빈티》로 휴고상과 네뷸러상을 수상했다. 나이지리아 이보족 혈통을 지닌 아프리카계 미국인으로서, 아프리카 지역의 역사와 신화, 언어, 문화를 바탕으로 한 미래상을 그린 작품을 꾸준히 집필해 왔다.
본명은 은넨딤마 은켐딜리 오코라포르(Nnedimma Nkemdili Okorafor)이다. '은넨딤마'는 이보어로 '어머니는 위대하다'의 의미이다.

## 생애와 경력
1974년 미국 오하이오주 신시내티에서 태어났다. 부모는 나이지리아 이보족 출신의 이민자로, 미국으로 여행을 갔다가 조국에서 터진 비아프라 전쟁 때문에 귀국하지 못하고 그대로 정착하였다. 미국에서 태어난 오코라포르는 어린 시절 자주 나이지리아로 가족 여행을 다녔다. 고등학교 때는 테니스와 육상을 했으나, 척추측만증으로 받은 수술의 후유증으로 하반신이 마비되어 투병하게 됐다. 와병 중 소설 창작에 관심을 가지고, 완치된 후 일리노이 대학교 어배너 샴페인 캠퍼스에서 수사학을 전공했다. 이후 미시간 주립 대학교에서 언론학 석사 학위, 시카고 대학교에서 영문학 석사 학위, 일리노이 대학교 시카고에서 영문학 박사 학위를 취득한다.
학업을 하면서 꾸준히 단편을 써오던 오코라포르는 2001년에 단편 〈양서류 그린〉(Amphibious Green)으로 허스턴-라이트 문학상을 수상했다. 2005년에는 장편 영 어덜트 소설 《바람의 구도자 자흐라》(Zahrah the Windseeker)로 월레 소잉카 문학상을 수상했다. 첫 성인 대상 장편소설이었던 《누가 죽음을 두려워하는가》로 2011년 세계환상문학상 장편상을 수상하며 이름을 알렸다.

## 저작
| 연도 | 제목                      | 원제                        | 비고            |
| ---- | ------------------------- | --------------------------- | --------------- |
| 2005 | 바람의 구도자 자흐라      | Zahrah the Windseeker       |                 |
| 2007 |                           | The Shadow Speaker          |                 |
| 2010 | 누가 죽음을 두려워 하는가 | Who Fears Death             |                 |
| 2011 | 아카타 마녀               | Akata Witch                 | 왁스와 웨인 1편 |
| 2014 | 라군                      | Lagoon                      |                 |
| 2015 | 빈티                      | Binti                       |                 |
| 2017 | 빈티: 집                  | Binti: Home                 |                 |
| 2016 | 빈티: 밤의 가면무도회     | Binti: The Night Masquerade |                 |
| 2017 | 아카타 전사               | Akata Warrior               |                 |